# 제프 헨더슨
제프리 "제프" 헨더슨(영어: Jeffrey "Jeff" Henderson, 1989년 2월 19일~)는 미국의 은퇴한 육상 선수로 주 종목은 멀리뛰기이다. 2016년 하계 올림픽에서 금메달을 획득했다.

## 경력
헨더슨은 아칸소주 맥알몬트에서 자랐다. 실반 힐스 고등학교에 다니는 동안 그는 2007년 아칸소 활동 협회 클래스 6A 주립 고등학교 육상 선수권 대회에서 7.29m(23ft 11in) 점프로 멀리뛰기에서 우승한 후 7.32m(24ft 0in)를 뛰어넘었다. 2007년 MOC(Arkansas Meet of Champions) 고등학교 대회에 뛰어들었다. 2007년부터 그는 10.84초로 100m 달리기에서 주립 고등학교 10종 경기 기록을 유지하고 있다. 그는 이전에 14.40m(47ft 2+3⁄in) 도약으로 3단 점프에서 아칸소 MOC 기록을 보유했다.
그는 하인즈 커뮤니티 칼리지, 플로리다 메모리얼 대학교 및 스틸맨 칼리지에서 공부하면서 하인즈 CC 이글스, 플로리다 메모리얼 라이온스 및 스틸맨 타이거즈 트랙 팀에서 경쟁했다. 하인즈 CC에서 헨더슨은 NJCAA 디비전 1 2008 실내 전국 챔피언(멀리뛰기), 2008 야외 국가 챔피언(멀리뛰기, 100m), 2009 야외 국가 챔피언(멀리뛰기 및 4x100m 계주 팀)이 되었다.
2010년 미국 실내 육상 선수권 대회의 멀리뛰기 7.94m(26ft 1⁄2in)에서 2위를 한 후 헨더슨은 2010년 IAAF 세계 실내 선수권 대회에 출전하여 7.64m(25ft)로 20위를 기록했다.
스틸먼 칼리지 3학년 때 그는 2013년 NCAA 디비전 II 남자 야외 육상 선수권 대회에서 100미터 달리기와 멀리뛰기 타이틀을 획득하여 올 아메리카 영예를 얻었다.
2013년 미국 야외 육상 선수권 대회에서 헨더슨은 8.22m(26피트 11+1/2인치) 점프로 멀리뛰기에서 은메달을 획득했으며 러시아 모스크바에서 열린 2013년 세계 육상 선수권 대회에서 미국을 대표했다. 헨더슨은 2014 IAAF 세계 실내 선수권 대회에서 멀리뛰기에 참가했다.
2014년 아디다스 그랑프리에서 헨더슨은 남자 멀리뛰기에서 8.33m(27ft 3+3⁄4in)를 뛰어넘는 새로운 회의 기록을 세웠다. 헨더슨은 캘리포니아 주 새크라멘토의 호넷 스타디움에서 열린 2014 미국 야외 육상 선수권 대회에서 8.43m(27ft 7+3⁄4인치)의 경기장 멀리뛰기와 개인 기록을 세웠으며 대회에서 1위를 차지했다. 그는 또한 8.52m(27피트 11+1/4인치)를 뛰어 넘었지만 +3.5m/s의 속도로 바람의 도움을 받았다. 글래스고 그랑프리 우승 후 헨더슨은 2014년 남자 멀리뛰기에서 3회 IAAF 다이아몬드 리그 우승을 차지했다.
2015년 미국 야외 육상 선수권 대회에서 헨더슨은 8.44m(27피트 8+1/4인치)를 뛰어넘어 은메달을 획득했다. 2015년 7월 22일 2015 팬암 게임에서 그는 8.52m(27ft 11+1⁄in)의 도약으로 우승했다. 그는 이전에 8.54m(28ft 0in)를 점프했지만 바람의 도움을 받아(+4.1m/s) 점프했기 때문에 계산되지 않았다. 2015년 세계 육상 선수권 대회 - 남자 멀리뛰기에서 그는 결승전에 진출하기 위해 예선에서 8.36m(27ft 5in)를 뛰어올랐고, 결승전에서 7.95m(26ft 3⁄4in)를 뛰어올라 8위를 차지했다.
2016년 미국 올림픽 트라이얼(육상)에서 헨더슨은 8.58m(28ft 1+3⁄in)w로 멀리뛰기에서 1위를 차지했으며 8.38m(27ft 5+3⁄인치)로 1위를 차지했다. 2016년 하계 올림픽 멀리뛰기에서 4인치(4인치)로 남아프리카 공화국의 루보 마용가(8.37m)를 1센티미터 뛰어 넘었다. 그는 알츠하이머병을 앓고 있는 어머니에게 승리를 바쳤다.
헨더슨은 8.28m(27피트 1+3⁄4인치)를 뛰어넘어 2017년 미국 야외 육상 선수권 대회 멀리뛰기에서 5위를 기록했으며 2017 IAAF 세계 선수권 대회 멀리뛰기 대회에 출전할 자격을 얻었다. (25피트 8+1/2인치).
헨더슨은 8.10m(26ft 6+3⁄4인치)를 뛰어넘어 2018년 미국 야외 육상 선수권 대회 멀리뛰기에서 1위를 차지하여 2018 IAAF 컨티넨털컵에서 멀리뛰기 자격을 얻었고 7.98m(26ft)에서 3위를 기록했다. 2인치) 이 결과는 미국 팀이 글로벌 챌린지에서 우승하는 데 도움이 되었다. 2018 IAAF 다이아몬드 리그 결승전에서 그는 8.11m(26피트 7+1/4인치)를 뛰어넘어 5위를 차지했다.